# Mayo (ethnie)

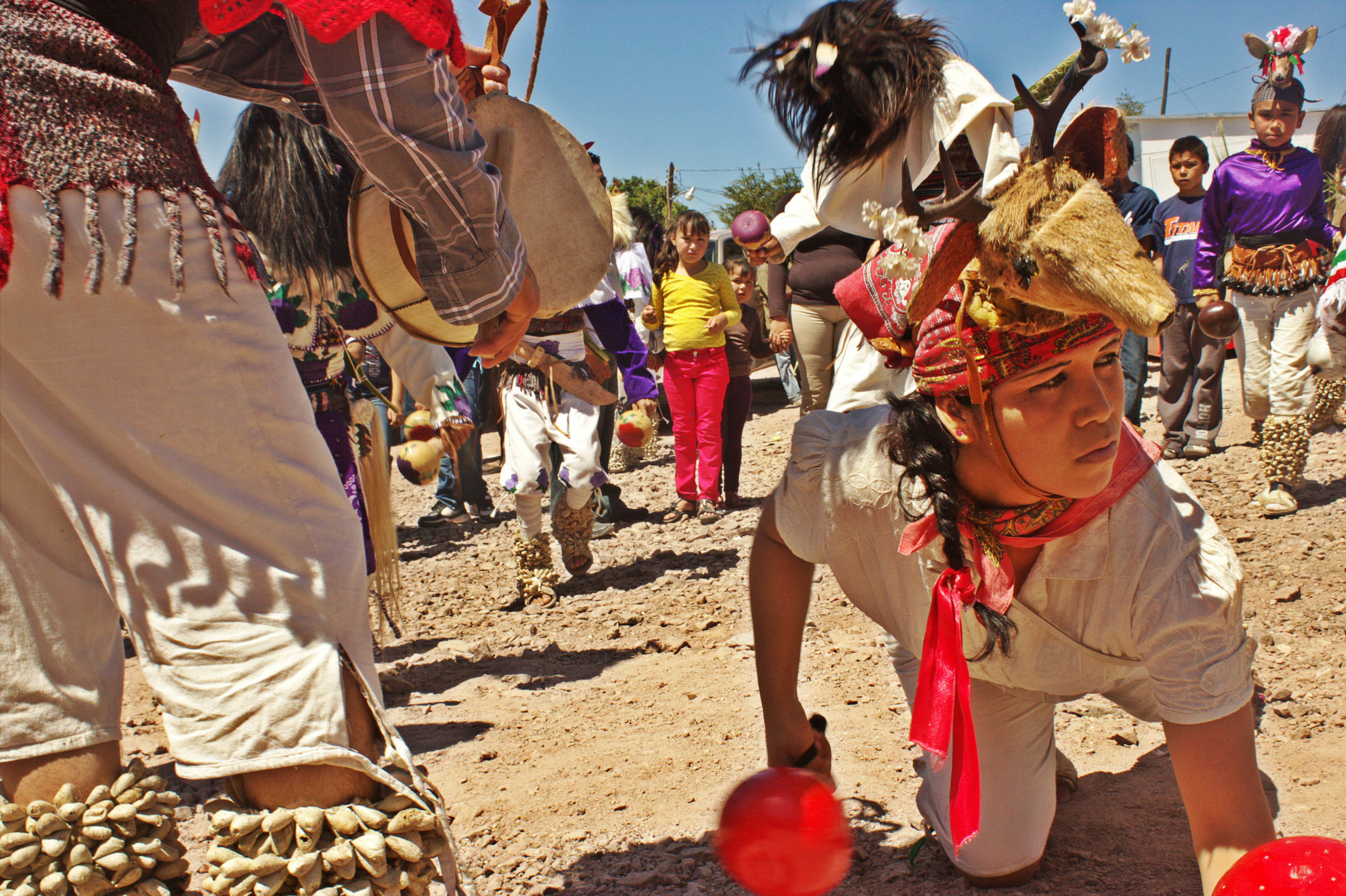
Mayo effectuant une danse du cerf.

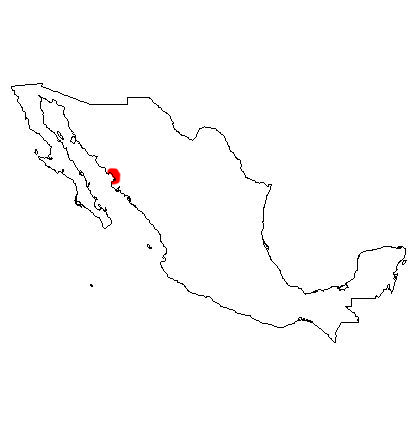
Zone approximative d'habitation des Mayos au Mexique

Les Mayos sont un groupe ethnique amérindien situé dans les états de Sonora et de Sinaloa au Mexique. Ils s'appellent dans leur propre langue les  Yoreme, nom qui les rapproche du groupe des Yaquis, également nommés Yoeme et vivant également dans les Sonora mais aussi dans l'état d'Arizona, aujourd'hui intégré aux États-Unis.
Ils parlent le mayo, une langue uto-aztèque proche du yaqui.